# Pakkaphon Phengsuay
Pakkaphon Phengsuay (thailändisch ภัคพล เพ็งสวย; * 24. April 1995) ist ein thailändischer Fußballspieler.

## Karriere
Pakkaphon Phengsuay stand bis Dezember 2017 beim Trat FC unter Vertrag. Der Verein aus Trat spielte in der zweiten Liga, der Thai League 2. Die Saison 2018 war er vertrags- und vereinslos. Am 1. Januar 2019 nahm ihn der Zweitligist Navy FC unter Vertrag. Für den Verein aus Sattahip bestritt er 48 Zweitligaspiele. Im August 2021 wechselte er in die dritte Liga. Hier schloss er sich in der Hauptstadt Bangkok dem Bangkok FC an. Mit dem Verein spielte er 27-mal in der Bangkok Metropolitan Region. Im April 2022 wurde sein Vertrag beim Bangkok FC nicht verlängert. Wo er von April 2022 bis Mitte 2023 gespielt hat, ist unbekannt. Im Sommer 2023 nahm ihn der Drittligist Fleet FC unter Vertrag. Mit dem Verein spiel er in der Eastern Region der Liga.